# Šolstvo v Slovenskih Konjicah
Šolstvo v Slovenskih Konjicah opisuje razvoj in organizacijo šolskih ustanov v Slovenskih Konjicah in okolici, od začetnih oblik izobraževanja, uvedbe obveznega šolstva ter šolskih ustanov v različnih političnih obdobjih in sistemih. 

## Zgodovina
Vse do 19. stoletja je bilo seveda najpomembnejše izobraževanje rimskokatoliških duhovnikov, ki so s svojim delom med vsemi sloji najbolj vplivali na splošno ljudsko kulturo. 

Slovenske Konjice so zelo zgodaj dobile šolo, ki je verjetno delovala v okviru župnije, ter je bila leta 1763 na novo ustanovljena. Z reformami Marije Terezije in Jožefa II., je na šolsko področje prvič bolj resno posegla država, ki si je šolski sistem uredila po svojih potrebah. S terezijanskim osnovnošolskim zakonom, imenovanim Šolska splošna naredba (Allgemaine Scholordnung ali Theresianische Schulordnung) , ki ga je 6. decembra 1774 potrdila cesarica Marija Terezija, je bila prvič uvedena splošna šolska obveznost za vse otroke od 6. do 12. leta, ne glede na starost in spol. Zakon je poznal tri oblike šol; trivialne, glavne in normalne šole. 
Leta 1796 je celjski kresijski urad sestavil podrobno poročilo o šolah za svoje območje, med njimi tudi za Konjice. 
Leta 1805 je stopil na področju izobraževanja v veljavo nov zakon, Politična šolska ustava nemških šol, ki je poudarjal vzgojno vlogo verouka in ponovno uvedel cerkveni nadzor. Uvedel je tudi ponavljalne nedeljske šole, ki so bile namenjene tistim šolarjem, ki so že končali obvezno šolanje.
Konjiška šola, ki je delovala v stavbi pri nadžupnijski cerkvi, je bila sprva enorazredna (1763), potem dvorazredna (1818), trirazredna (1850), od leta 1867 štirirazredna in od leta 1875 petrazredna. Od leta 1797 dalje je šolska oblast od učiteljev poleg znanja nemškega jezika, zahtevala tudi znanje slovenščine. Nadžupnik Battistig je za potrebe šole leta 1806 najel Kandolinijevo hišo v trgu, kjer je šola delovala dobrih deset let. Ker izbrana lokacija ni bila najboljša, so leta 1818 na lokaciji prejšnje šole zgradili novo šolsko stavbo. Sedanja stavba nekdanje šole na tem mestu je iz leta 1867.
V drugi polovici 19. stoletja je šolski nadzornik Nerat, zaveden Slovenec, konjiško šolo uspel posloveniti tako, da je v njegovem času v nižjih razredih potekal pouk izključno v slovenščini, v višjih razredih pa so imeli nekaj ur nemškega jezika.

## Nemška šola
Na pobudo nemškega dela konjičanov je deželni šolski svet leta 1893 odločil, da se poprej enotna konjiška ljudska šola razdeli na dve šoli. Tako so Konjice imele do ustanovitve kraljevine SHS petrazredno mešano ljudsko šolo s slovenskim poukom in dvorazredno mešano ljudsko šolo z nemškim poukom. Nemška šola (Deutsche Volksschule) se je iz »stare šole« preselila najprej v Wagnerjevo hišo. Leta 1896 so v Konjicah začeli graditi in leta 1897 ob Dravinji odprli novo, tedaj moderno šulferajnsko šolsko stavbo (ki je danes ni več), v kateri je nemška šola delovala do konca prve svetovne vojne.

### Dekliška šola
V novi državi SHS so v stavbo ukinjene nemške šole namestili slovensko dekliško ljudsko šolo, ki so jo leta 1935 preimenovali v Državno dekliško narodno šolo v Slovenskih Konjicah, ter je delovala vse do 29. marca 1941, ko je bil zaradi nemške okupacije brzojavno ukinjen pouk.

### Meščanska šola (Nižja gimnazija)
Od leta 1938 so v stavbi Dekliške šole tri učilnice z zbornico namenili tudi za novoustanovljeno Meščansko šolo, ki so jih v Kraljevini Jugoslaviji ustanavljali v večjih naseljih (mestih in trgih), ter so bile del obveznega osemletnega osnovnega šolstva. Šola je delovala vse do 29. marca 1941, ko je bil zaradi nemške okupacije brzojavno ukinjen pouk.

## Šola Pod goro
Zaradi zastarelosti šolske stavbe pri cerkvi so leta 1907 pričeli graditi novo slovensko šolo. Čeprav so v šoli imeli do leta 1918 slovenski pouk, so vso šolsko administracijo in dokumente vodili v nemškem jeziku. Med prvo svetovno vojno so v šolski stavbi organizirali tudi bolnišnico za ranjene vojake, znano pod imenom Lazarett No. II. Šolsko leto 1918/1919 se je pričelo 15. septembra, vendar so po štirinajstih dneh pouk prekinili. Narodni svet v Ljubljani je predlagal odpust nemških in nemško mislečih učiteljev.

## Nemško okupacijsko šolstvo
Sredi maja 1941 so Nemci ustanovili svojo nemško šolo z imenom Hauptschule Gonobitz, v kateri se je v času okupacije število vpisanih otrok gibalo okoli 200. Ob bližujočem propadu tretjega rajha so okoli 1. aprila 1945 nemško meščansko šolo v Konjicah zaprli, učitelji pa so pobegnili v Avstrijo.

## Povojno šolstvo
2. julija 1945 se je na šoli začel šesttedenski tečaj za vse nekdanje učence, ki so za časa okupacije obiskovali nemško šolo, da so lahko z dopolnilnimi izpiti iz slovenščine, zgodovine in zemljepisa pridobili veljavnost svoji osnovnošolskih spričeval.
Poleti 1945 so bile meščanske šole v vsej državi ukinjene in spremenjene v državne nižje gimnazije, v šolskem letu 1950/51 pa je bilo ponovno uvedeno osemletno osnovnošolsko šolanje. S šolsko reformo je bila 31. avgusta 1957 v Konjicah ukinjena Državna nižja gimnazija in ustanovljena popolna osemletka, ki je združila osnovno šolo in nižjo gimnazijo. S končanim šolskim letom 1957/58 je nižja gimnazija v Konjicah zaključila svoje dvajsetletno delo.
23. oktobra 1996 je Občina Slovenske Konjice ustanovila Osnovno šolo Dušana Jereba, (sedaj Osnovna šola Ob Dravinji), ki ima svoji podružnici v Tepanju in v Špitaliču.

## Šolstvo v Slovenskih Konjicah danes
Danes v mestu delujejo gimnazija in dve osnovni šoli: Osnovna šola Pod goro (1909), Osnovna šola Ob Dravinji (1996) ter Osnovna šola V parku, ki je podružnična šola Osnovne šole Pod goro.